# Путкозерка
Путкозерка (Глубо́кая ре́чка, Палтегская река) — река в России, протекает по Медвежьегорскому району Республики Карелия.
Вытекает из Керацкого озера, впадает в Путкозеро.
Протекает восточнее деревни Великая Нива, через деревни Палтега и Шильтя.
Длина реки составляет 13 км, площадь водосборного бассейна 63,1 км².

## Данные водного реестра
По данным государственного водного реестра России относится к Балтийскому бассейновому округу, водохозяйственный участок реки — Бассейн Онежского озера без рр. Шуя, Суна, Водла и Вытегра, речной подбассейн реки — Свирь (включая реки бассейна Онежского озера). Относится к речному бассейну реки Нева (включая бассейны рек Онежского и Ладожского озера).
Код объекта в государственном водном реестре — 01040100612102000015624.